# بهاء الفرا
بهاء الفرا (10 مارس 1991 في فلسطين - ) منافس ألعاب قوى من مدينة غزة في فلسطين. مثل فلسطين في الألعاب الأولمبية الصيفية 2012 في لندن في سباق 400 متر، حيث سجل أفضل وقت في الموسم وهو 49.93 ثانية على الرغم من أنه تم إقصاؤه في الجولة الأولى. كان بهاء الفرا بالإضافة إلى ورود صوالحة المتسابقين الذين يمثلون فلسطين في دورة الألعاب الأولمبية الصيفية 2012.

## روابط خارجية
- بهاء الفرا على موقع الاتحاد الدولي لألعاب القوى (الإنجليزية)
- بهاء الفرا على موقع أوليمبيديا (الإنجليزية)